# Папа Лав X
Папа Лав X (лат. Leo X; Фиренца, 11. децембар 1475 — Рим, 1. децембар 1521), папа од 1513. до своје смрти. Био је син Лоренца де Медичија.
Овај учени папа и хуманиста и прави представник ренесансе, у Европи растрганој теолошким борбама, често је критикован као недорастао својој служби. Његови противници приповедају да је своме брату Јулијану 11. март 1513. рекао: „Будући да нам је Бог дао папинство, уживајмо у њему.“
Због недостатка новаца проузрокованог ратовима с Француском и опширним радовима око изградње Базилике светог Петра, 31. марта 1515. булом Sacrosancti Salvatori et Redemptoris Алберту Бранденбуршком даје дозволу да следећих осам година може на својој бискупској територији да додељује помиловања. Половина новца тако стеченог требало је да буде предана папи.
Против праксе продаје помиловања устао је Јан Хус као и Мартин Лутер, који је 31. октобра 1517, поводом доласка Јохана Тецела обесио својих „95 теза о помиловањима“ на врата цркве у Витенбергу.
Лав X је 15. јуна 1520. објавио булу Ehsurge Domine којом је осудио неке од Лутерових теза, и запретио му избацивањем из Цркве ако их не повуче следећих 60 дана. Лутер се није одазвао на тај позив, а булу је спалио на градском тргу. 3. јануара 1521. Булом Decet Romanu Pontefici папа је екскомуницирао Мартина Лутера из католичке цркве.
Исте године, 1. децембра папа Лав X умире, и бива сахрањен у гробници Света Марија над Минервом.